# Stepujący mistrz
Stepujący mistrz (ang. Tap) – amerykański dramat muzyczny z 1989 w reżyserii Nicka Castle'a. Film znany jest również pod tytułem Złapać rytm.

## Główne role
- Gregory Hines - Max Washington
- Suzzanne Douglas - Amy Simms
- Sammy Davis Jr. - Mały Mo
- Savion Glover - Louis Simms
- Joe Morton - Nicky
- Dick Anthony Williams - Francis
- Terrence E. McNally - Bob Wythe

i inni...